# Anthony van Hoboken
Anthony van Hoboken (ur. 23 marca 1887 w Rotterdamie, zm. 1 listopada 1983 w Zurychu) – holenderski muzykolog i bibliograf.

## Życiorys
W latach 1906–1909 studiował na Uniwersytecie Technicznym w Delfcie, jednocześnie uczył się muzykologii u Antona Verheya. Następnie kształcił się w Hochsches Konservatorium we Frankfurcie nad Menem u Iwana Knorra (kompozycja) i Bernharda Seklesa (harmonia). Od 1925 do 1934 roku był uczniem Heinricha Schenkera w Wiedniu. Z jego inicjatywy w 1927 roku utworzył Archiv für Photogramme musikalischer Meisterhandschriften przy oddziale muzycznym Austriackiej Biblioteki Narodowej. Od 1938 roku mieszkał w Szwajcarii.
Od 1919 roku gromadził kolekcję druków muzycznych, od 1936 roku prowadził katalog swoich zbiorów. Zgromadził kilka tysięcy pozycji, w tym dzieła wielkich kompozytorów oraz prace teoretyczne i literackie dotyczące muzyki. Jego kolekcja w 1974 roku zakupiona została przez rząd austriacki. Ponad 30 lat pracy poświęcił na zebranie pierwszych i wczesnych wydań kompozycji Josepha Haydna, wydał katalog dzieł tego kompozytora pt. Joseph Haydn: Thematisch-bibliographisches Werkverzeichnis (2 tomy, wyd. Moguncja 1957 i 1971).
Odznaczony Wielką Srebrną Odznaką Honorową za Zasługi dla Republiki Austrii (1932) oraz krzyżem oficerskim Orderu Oranje-Nassau (1959). Otrzymał doktoraty honoris causa uniwersytetu w Kilonii (1957) i uniwersytetu w Utrechcie (1958). Od 1954 roku był członkiem Gesellschaft für Musikforschung.